# Elena del Rivero
Elena del Rivero (Valencia, 1949) es una artista española que ha dedicado los últimos 15 años al trabajo con el papel. Vive en Nueva York desde 1991.

## Formación
Después de terminar estudios de grado medio, se matriculó en la Facultad de Filosofía en la Universidad de Valencia en 1971. En 1974 se trasladó a Madrid donde retomó su inclinación por la pintura y concluyó sus estudios en Filología inglesa. A principios los años 80, se vio influida por el trabajo de Anselm Kiefer, exponente del neoexpresionismo, movimiento artístico que pretende retomar el primitivismo de la figuración mediante la pincelada larga y el contraste de colores y que está relacionado con el Minimal Art. En 1988 entró en contacto con la obra de Agnes Martin, de quien tomó las formas geométricas y su interés por la abstracción. Después de mudarse a Nueva York en 1991 empezó con la producción de series minimalistas de grafito y la pintura al óleo.

## Obra
Su obra se concentra en tres temas fundamentales: lo literario (tanto el formato físico como lo puramente escrito), la escultura y lo "femenino". Su trabajo gira en torno a lo práctico, donde da cabida a varios tipos de materiales (papel, trapos, mimbre). En la pintura al óleo suele utilizar aceite de oliva, mientras que, de forma más autónoma, utiliza telas como componente artístico. Ha participado en varias exposiciones tanto temporales como permanentes,como la celebrada en 2001 en el The Drawing Center de Nueva York, donde sigue aportando más obras de forma periódica y en 2016 en el The Christodora Building en East Village, donde la obra se incluye en el exterior del edificio.
Su obra fundamental es Cartas a la Madre, sobre la que empezó a trabajar cuando acababa de llegar a Nueva York, inspirada en la posibilidad de analizar más de cerca el rol de la mujer artista. La obra recoge en forma de revista la vida entera de la artista tanto como hija y como madre juntando vida y arte en una sola manifestación plástica. A partir de 1992 las cartas se inspiran en el trabajo de Kafka y, sucesivamente, se expande con trabajos en serie. Una selección de estas Cartas estuvo expuesta en el Instituto de Arte Moderno IVAM de Valencia, veinte años después de su última aparición en España.
En La perfecta casada, instalación que realiza por primera vez en el año 2000 y en el marco de un taller de costura, aparecen cosidas las páginas de la obra homónima de Fray Luis de León sobre un gigantesco tul. En el año 2016 la expuso en la Biblioteca Pública Municipal de Madrid Eugenio Trías, como artista invitada a la Feria del Libro de Artista.
En 2018 su obra Letters to the Mother III (Cartas a la Madre III,1993) formó parte de la exposición El poder del arte, organizada con motivo de la conmemoración del 40 aniversario de la Constitución española. Las obras procedentes del Museo Nacional Centro de arte Reina Sofía se ubicaron en las sedes del Congreso de los Diputados y del Senado. Ese mismo año participó en la exposición colectiva La NO comunidad  en CentroCentro, Madrid. La muestra ofrecía una mirada poliédrica a la idea de la soledad desde el cuestionamiento de la de la comunidad.
Sus obras se encuentran en colecciones de diferentes instituciones de Europa y Estados Unidos, como por ejemplo, Colby College Museum of Art en Waterville, Museum of Modern Art en Nueva York, National Gallery of Art en Washington, Pollock Gallery at Southern Methodist University en Dallas, Fundación La Caixa, o el Museo Nacional Centro Arte Reina Sofía, entre otros.

## Reconocimientos
Del Rivero ha recibido diferentes becas y premios durante el transcurso de su carrera: Premio Joan Mitchell de pintura en 2015, Residencia de la Fundación Rockefeller en Bellagio (Italia), Premio de la New York Foundation for the Arts, Beca de la Fundación Pollock-Krasner, Premio de la Fundación Creative Capital, Premio Navarra de Pintura, Beca para jóvenes artistas del Ministerio de Cultura de España y el Premio de Roma del Gobierno Francés, entre otros.